# Reprezentacja Malty w rugby union mężczyzn
Reprezentacja Malty w rugby  jest drużyną reprezentującą Maltę w międzynarodowych turniejach. Drużyna występuje w Europejskiej 2A dywizji.

## Puchar Świata w rugby
- 1987 – nie zakwalifikowała się
- 1991 – nie zakwalifikowała się
- 1995 – nie zakwalifikowała się
- 1999 – nie zakwalifikowała się
- 2003 – nie zakwalifikowała się
- 2007 – nie zakwalifikowała się